# شین، سوات
شین (به انگلیسی: Shin) یک منطقهٔ مسکونی در پاکستان است که در خیبر پختونخوا واقع شده‌است.